# Roots (álbum de Sepultura)
Roots é o sexto álbum de estúdio da banda brasileira de heavy metal Sepultura, lançado em 1996. Continuando o caminho delineado em Chaos A.D., Roots apresenta extensas influências de música brasileira, sendo sua principal característica o uso de percussão tribal. O álbum também apresenta influências do então nascente gênero nu metal, com o uso proeminente de guitarras em afinação baixa e riffs rítmicos e sincopados, ao contrário das influências industriais apresentadas em Chaos A.D..
Músicos diversos colaboraram na produção de Roots, incluindo Carlinhos Brown, Mike Patton do Faith No More, David Silveria e Jonathan Davis do Korn, além de DJ Lethal do Limp Bizkit. Algumas músicas foram gravadas numa tribo Xavante e contaram com o auxílio dos indígenas nas vocalizações. Roots é o último disco do grupo a contar com o vocalista e guitarrista original Max Cavalera.
Roots foi lançado para aclamação da crítica especializada, sendo considerado o 57° maior disco da música brasileira pela edição brasileira da revista Rolling Stone. Além disso, tornou-se o disco mais vendido do Sepultura com mais de 500 000 cópias vendidas apenas nos Estados Unidos e referência para bandas do gênero nu metal. Em 2016, quando completou vinte anos, havia vendido mais de 2 milhões de cópias no total.

## Contexto e visita aos xavantes
“Foi um choque cultural para os dois lados. Mas foi tudo muito tranquilo, bom para todas as partes, porque todos deram o coração e se empenharam para fazer daquela uma boa experiência. Eles nos falaram que tinham esse sonho, de gravar com os índios e queriam uma música que fosse bonita e forte. Mostramos nossas músicas de cura. Mostramos uma, que ouviram várias vezes e não gostaram. Na segunda, sentiram que podia fazer um arranjo, colocar um ritmo legal e foi assim que gravamos.”

— Cipassé, lider xavante à época da visita da banda
No disco anterior do Sepultura, Chaos A.D., a banda já experimentava com elementos de música indígena, mais precisamente na faixa "Kaiowas". A ideia de trabalhar com um povo indígena cresceu na banda, e ganhou força após o vocalista e guitarrista Max Cavalera assistir o filme Brincando nos Campos do Senhor (particularmente a cena em que o personagem de Tom Berenger salta de paraquedas em uma aldeia).
Depois de convencer a gravadora Roadrunner Records a apoiar o projeto, Max conversou com a jornalista Angela Pappiani, do Núcleo de Cultura Indígena. A ideia era trabalhar com os caiapós, mas após Max ser avisado de que eles não eram muito pacíficos, a banda escolheu os xavantes, após ouvirem uma música deles num festival em Nova Iorque. Todo o processo entre abordar a gravadora e realizar a visita de fato levou quase um ano.
Angela apresentou o som do Sepultura ao povo, que aceitou então recebê-los. Acompanhada pelo produtor Ross Robinson, a banda embarcou para Goiânia, de onde seguiu para a região de Camarana, no Mato Grosso em novembro de 1995. A visita durou três dias e os integrantes imergiram na cultura local, tendo seus corpos pintados, comendo a comida dos indígenas e tomando banho de rio.
A visita resultou na gravação da faixa "Itsári" (que, assim como o título do álbum, significa "raízes"). A performance dos indígenas foi capturada com um gravador de oito canais alimentado com bateria de caminhões, uma vez que não havia energia elétrica no local.
Segundo Angela e o líder da tribo, Cipassé, Roots ajudou a dar projeção ao povo, que passou a ser reconhecido pelo seu nome específico e não apenas como "índios". Angela afirma que a busca por informações e produtos artísticos dos xavantes cresceu após a colaboração deles com a banda.

## Faixas
Todas as letras escritas por Max Cavalera, exceto onde anotado. Todas as músicas compostas por Sepultura (banda), exceto onde anotado.
| Bônus na edição brasileira |                                                       |         |  |
| N.º                        | Título                                                | Duração |  |
| 17.                        | "Procreation (of the Wicked)" (cover do Celtic Frost) | 3:39    |  |
| 18.                        | "Symptom of the Universe" (cover do Black Sabbath)    | 4:16    |  |
| Duração total:             | Duração total:                                        | 79:58   |  |

## Músicas promocionais de 25 anos
1. "Procreation (Of the Wicked)" (cover do Celtic Frost) – 3:39
2. "Mine" (com Mike Patton) – 6:25
3. "War" (cover do Bob Marley) – 6:40
4. "Lookaway" (Mixagem de Master Vibe) – 5:36
5. "Mine" (Mixagem de Andy Wallace) – 7:58
6. "Dusted" (Demo) – 4:27
7. "Roots Bloody Roots" (Demo) – 3:32
8. "R.D.P." (Demo) – 1:15
9. "Untitled" (Demo) – 4:14
10. "Attitude" (Ao Vivo no Ozzfest) – 5:37
11. "Roots Bloody Roots" (Mixagem 1 de Megawatt) – 4:01
12. "Roots Bloody Roots" (Mixagem 2 de Megawatt) – 4:08

## Recepção
| Críticas profissionais                                                      | Críticas profissionais |
| Avaliações da crítica                                                       | Avaliações da crítica  |
| Fonte                                                                       | Avaliação              |
| --------------------------------------------------------------------------- | ---------------------- |
| allmusic                                                                    | [ 8 ]                  |
| Rolling Stone                                                               | [ 9 ]                  |
| Sound Of Metal                                                              | [ 10 ]                 |
| The Metal Observer                                                          | [ 11 ]                 |
| Yahoo! Music                                                                | (favorável)            |
| Esta tabela precisa de ser acompanhada por texto em prosa. Consulte o guia. |                        |

Em sua revisão do álbum publicada ao comentar Dia Mundial do Rock 2022, Regis Tadeu disse que os temas das letras de todas as músicas do disco "continuam assombrosamente atuais".

## Créditos

### Sepultura
- Max Cavalera - vocal, guitarra
- Andreas Kisser - guitarra
- Paulo Jr. - baixo, percussão
- Igor Cavalera - bateria, percussão, timbau, djembê

### Participações
- DJ Lethal - Scratch em Lookaway
- Jonathan Davis - vocais em Lookaway
- Mike Patton - vocais em Lookaway
- Carlinhos Brown - vocais, Berimbau, Timbau, Wood Drums, Djembê, Xequerê e Surdo em Ratamahatta
- David Silveria - bateria em "Ratamahatta"

### Ficha técnica
- Produção: Ross Robinson
- Co-Produção: Sepultura
- Mixagem: Andy Wallace
- Capa: Michael R. Whelan

## Desempenho nas paradas
| Parada musical (1996)                 | Melhor posição |
| ------------------------------------- | -------------- |
| Estados Unidos (Billboard 200)        | 27             |
| Suíça (Schweizer Hitparade)           | 16             |
| Alemanha (Offizielle Deutsche Charts) | 7              |
| Áustria (Ö3 Austria Top 40)           | 2              |
| Países Baixos (Dutch Charts)          | 6              |
| Bélgica (Ultratop Flandres)           | 5              |
| Bélgica (Ultratop Valônia)            | 3              |
| Suécia (Sverigetopplistan)            | 5              |
| Finlândia (Suomen virallinen lista)   | 5              |
| Noruega (VG-lista)                    | 8              |
| Austrália (ARIA)                      | 3              |
| Nova Zelândia (RMNZ)                  | 8              |
| Reino Unido (UK Albums Chart)         | 4              |

| Título             | Parada Musical (1996) | Posição |
| Roots Bloody Roots |                       |         |
| ------------------ | --------------------- | ------- |
| Roots Bloody Roots | Alemanha              | 42      |
| Roots Bloody Roots | França                | 26      |
| Roots Bloody Roots | Países Baixos         | 35      |
| Roots Bloody Roots | Bélgica               | 31      |
| Roots Bloody Roots | Suécia                | 14      |
| Roots Bloody Roots | Finlândia             | 2       |
| Roots Bloody Roots | Noruega               | 20      |
| Roots Bloody Roots | Austrália             | 44      |
| Roots Bloody Roots | Reino Unido           | 19      |
| Ratamahatta        | Reino Unido           | 23      |
| Attitude           |                       |         |
| Finlândia          | 16                    |         |
| Reino Unido        | 46                    |         |

## Certificações
Álbum - Certificações por vendas de gravação musical
| Ano  | País           | Certificação | Número Cópias Vendidas |
| ---- | -------------- | ------------ | ---------------------- |
| 1997 | Austrália      | Ouro         | 35,000+                |
| 1997 | Canadá         | Ouro         | 50,000+                |
| 1997 | França         | Ouro         | 100,000+               |
| 1998 | Áustria        | Ouro         | 10,000+                |
| 2001 | Reino Unido    | Ouro         | 100,000+               |
| 2005 | Estados Unidos | Ouro         | 500,000+               |
| ?    | Países Baixos  | Ouro         | 30,000+                |